# Laurel Mountain (Pensilvania)
Laurel Mountain es un borough ubicado en el condado de Westmoreland en el estado estadounidense de Pensilvania. En el año 2000 tenía una población de 185 habitantes y una densidad poblacional de 520.2 personas por km².

## Geografía
Laurel Mountain se encuentra ubicado en las coordenadas 40°12′41″N 79°11′04″O / 40.21139, -79.18444.

## Demografía
Según la Oficina del Censo en 2000 los ingresos medios por hogar en la localidad eran de $44,750 y los ingresos medios por familia eran $63,125. Los hombres tenían unos ingresos medios de $51,250 frente a los $30,833 para las mujeres. La renta per cápita para la localidad era de $21,564. Alrededor del 20% de la población estaba por debajo del umbral de pobreza.